# 高齢社会対策会議
高齢社会対策会議（こうれいしゃかいたいさくかいぎ）は、1995年12月に施行された高齢社会対策基本法により高齢社会対策を総合的に推進するために設置された、内閣府の特別の機関である。
内閣総理大臣を会長とし、官房長官、財務、総務、法務、外務、文科、厚労、農水、経産、国交、環境、防衛、復興、デジタルの各大臣、国家公安委員長、内閣府特命担当大臣が委員に任命されている。
具体的には、高齢社会対策会議において、高齢社会対策大綱の案の作成、高齢社会対策について必要な関係行政機関相互の調整並びに高齢社会対策に関する重要事項の審議及び対策の実施の推進が行われることになっている。

## 高齢社会対策会議構成員
- 会長：内閣総理大臣
- 委員[2]
  - 総務大臣
  - 法務大臣
  - 外務大臣
  - 財務大臣
  - 文部科学大臣
  - 厚生労働大臣
  - 農林水産大臣
  - 経済産業大臣
  - 国土交通大臣
  - 環境大臣
  - 防衛大臣
  - 復興大臣
  - デジタル大臣
  - 内閣官房長官
  - 国家公安委員会委員長
  - 内閣府特命担当大臣